# Сем Морсі
Сем Морсі (англ. Sam Morsy, араб. سام مرسي‎, нар. 10 вересня 1991, Вулвергемптон) — англійський та єгипетський футболіст, півзахисник клубу «Іпсвіч Таун» та національної збірної Єгипту.

## Клубна кар'єра

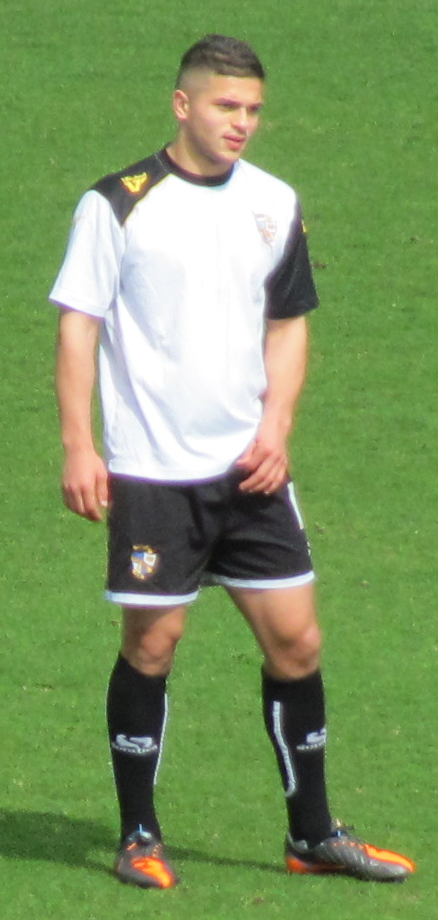
Сем Морсі у складі «Порт Вейл». 2013 рік.

Народився 10 вересня 1991 року в місті Вулвергемптон в сім'ї англійки і єгиптянина і почав кар'єру в академії місцевого «Вулвергемптон Вондерерз». У 2008 році Сем приєднався до юнацької команди «Порт Вейла». У дорослому футболі дебютував 2009 року виступами за команду клубу «Порт Вейл», в якій провів чотири сезони, взявши участь у 71 матчі чемпіонату.
Влітку 2013 року Сем перейшов у «Честерфілд». У своєму дебютному сезоні Морсі допоміг клубу підвищитись у класі і вийти у третій за рівнем дивізіон Англії. Всього відіграв за клуб з Честерфілда три сезони своєї ігрової кар'єри. Більшість часу, проведеного у складі «Честерфілда», був основним гравцем команди.
На початку 2016 року Мурсі підписав контракт з «Віган Атлетік» 30 січня в матчі проти свого колишнього клубу «Порт Вейл» він дебютував за нову команду. За підсумками сезону 2015/16 команда вийшла в Чемпіоншип, проте Морсі не був основним гравцем і влітку 2016 року для отримання ігрової практики на правах оренди перейшов в «Барнслі». 10 вересня в матчі проти «Престон Норт Енд» він дебютував у Чемпіоншипі. Після закінчення оренди у січні 2017 року Сем повернувся у «Віган», з яким за результатами сезону 2016/17 вилетів з Чемпіоншипу. Станом на 5 червня 2018 року відіграв за клуб з Вігана 56 матчів в національному чемпіонаті.
Сезон 2020/21 Морсі провів в клубі Чемпіоншип «Мідлсбро».
В червні 2021 року футболіст перейшов до клубу «Іпсвіч Таун», з яким підписав трирічний контракт. Пізніше контракт було продовжено.

## Виступи за збірну
Морсі народився в Англії, але вирішив виступати за Єгипет, родом з якого був його батько. 30 серпня 2016 року в товариському матчі проти збірної Гвінеї він дебютував у складі національної збірної Єгипту.
У складі збірної був учасником чемпіонату світу 2018 року у Росії.
| Дата       | Місто       | Господарі | Результат | Гості    | Турнір            | Голи | Примітки |
| ---------- | ----------- | --------- | --------- | -------- | ----------------- | ---- | -------- |
| 30-08-2016 | Александрія | Єгипет    | 1 – 1     | Гвінея   | товариський матч  | -    | 46' 87'  |
| 28-03-2017 | Александрія | Єгипет    | 3 – 0     | Того     | товариський матч  | -    | 78'      |
| 12-11-2017 | Кейп-Кост   | Гана      | 1 – 1     | Єгипет   | Відбір до ЧС 2018 | -    |          |
| 01-06-2018 | Бергамо     | Єгипет    | 0 – 0     | Колумбія | товариський матч  | -    | 68'      |
| Усього     |             | Матчів    | 4         |          | Голів             | 0    |          |